# Megaphorus laphroides
Megaphorus laphroides là một loài ruồi trong họ Asilidae. Megaphorus laphroides được Wiedemann miêu tả năm 1828.